# Японська система мір
Японська система мір, сякканхо (яп. 尺 貫 法) - традиційна японська система одиниць довжини, об'єму, площі, ваги й грошей, яка частково походить від китайської, поширеної раніше у всій Східній Азії.

## Зв'язок з метричною системою
Співвідношення японської системи одиниць із метричною (згідно з  Імператорським законом 1891 року ):
| 1 дзьо (丈)           | = 100/33 м |
| 1 канедзяку (曲尺)    | = 10/33 м  |
| 1 кудзірадзяку (鯨尺) | = 25/66 м  |

Скорочення сяку (尺) походить від канедзяку. Кудзірадзяку, що на 25% більше, зараз майже не використовується.

## Довжина
Традиційні японські міри довжини все ще застосовуються в Японії в деяких галузях, не зважаючи на те, що в Японії вже давно діє метрична система.
| Одиниця | Кандзі | Значення         | метр     | метр     | Юнікод |
| ------- | ------ | ---------------- | -------- | -------- | ------ |
| бу      | 分     |                  | 1∕330    | 3,03 мм  | U+5206 |
| сун     | 寸     | 10 бу            | 1∕33     | 3,03 см  | U+5BF8 |
| сяку    | 尺     | 10 сун           | 10∕33    | 30,3 см  | U+5C3A |
| кен     | 間     | 6 сяку           | 20∕11    | 1,81 м   | U+9593 |
| хіро    | 尋     | 6 сяку           | 20/11    | 1,81 м   | U+5C0B |
| дзьо    | 丈     | 10 сяку          | 100∕33   | 3,03 м   | U+4E08 |
| тьо     | 町     | 36 дзьо = 60 кен | 1200∕11  | 109 м    | U+753A |
| рі      | 里     | 36 тьо           | 43200∕11 | 3,927 км | U+91CC |

Примітка: хіро - одиниця глибини, а кен - одиниця довжини.
Історично японські одиниці довжини є аналогами китайських, назви яких записуються тими ж ієрогліфами та між якими існує таке ж співвідношення (сун відповідає цуню, сяку - чи, і дзе - Чжан). Зараз в КНР і в Гонконзі ці одиниці мають стандартні значення, дещо відмінні від японського, але на Тайвані, з огляду на японського контролю над островом в 1895-1945 роках, значення цуня, чи і чжана ті ж, що і японська суна, сяку і дзе.
З погляду європейських і північноамериканських авторів, сяку приблизно відповідає використався раніше в Європі футу, а сун - дюйму, що веде до помилок навіть у серйозній літературі, наприклад у визначенні сун Домей з «Енциклопедії бойових мистецтв» сказано, що сун дорівнює 2,54 см [1].
У практиці акупунктури сун (як і цунь) визначається через довжину середньої фаланги вказівного пальця [2]. Сяку же визначається як десять сун, тобто довжина від головки ліктьової кістки до суглоба основної фаланги мізинця, що приблизно відповідає ліктя за змістом.
Кен історично був основною одиницею вимірювання в архітектурі - відстанню між опорами. У різних районах Японії він змінювався від 2 до 1,8 метра. Однак згодом був стандартизований як 1,81 метра.

## Площа
| Одиниця | Ієрогліф       | Значення         | Значення в одиницях SI   |
| ------- | -------------- | ---------------- | ------------------------ |
| 1 го    | 合             | = 1/10 цубо      | = 33,058 дм²             |
| 1 дзьо  | 畳             | ≈ 1/2 цубо       | ≈ 1,65 м²                |
| 1 цубо  | 坪 (рідко: 歩) | = 10 го = 1 кен² | = 3,3058 м² (400/121 м²) |
| 1 уне   | 畝             | = 30 цубо        | = 99,174 м²              |
| 1 тан   | 段, 反         | = 10 уне         | = 991,736 м² ≈ 9,92 а    |
| 1 тьо   | 町             | = 10 танам       | = 9917,36 м² ≈ 0,992 га  |

Одиниці площі та довжини співвідносяться один з одним, виходячи з того, що 1 цубо = 1 кен².
Одиниця дзе може мати різні значення в різних префектурах Японії.

## Об'єм
Традиційні міри об'єму досі використовуються в Японії для вимірювання рису і саке.
| Одиниця | Ієрогліф | Значення | літр      | Юнікод |
| ------- | -------- | -------- | --------- | ------ |
| го      | 合       |          | ≈ 0,18039 | U+5408 |
| сьо     | 升       | 10 го    | ≈ 1,8039  | U+5347 |
| то      | 斗       | 10 сьо   | ≈ 18,039  | U+6597 |
| коку    | 石       | 10 то    | ≈ 180,39  | U+77F3 |

Точне значення відповідно до закону 1891 року: 1 сьо = 2401/1331 літра = 64,827 сун.

## Маса
| 1 фун (分)       |              | = 375 мг  |
| 1 момме (匁)     | = 10 фунам   | = 3,75 г  |
| 1 кін (斥)       | = 160 момме  | = 600 г   |
| 1 кан (貫, 貫目) | = 1000 момме | = 3,75 кг |

У 1891 році 1 кін був прив'язаний до 600 грам.

## Гроші
| 1 мон           |            |
| 1 хікі          | = 10 монам |
| 1 каммон (貫文) | = 100 хікі |

## Міри та фольклор
- Сім разів перевір, лише потім сумнівайся у людині.

- Якщо пішов у світи за власним бажанням, то і тисяча рі здається однією.